# Крейсера проекта 1164
Ракетные крейсера проекта 1164 «Атлант» (код НАТО — англ. Slava class) — серия советских многоцелевых ракетных крейсеров с управляемым ракетным вооружением дальней морской и океанской зоны, занимающих промежуточное положение между тяжёлыми атомными ракетными крейсерами типа «Киров» проекта 1144 «Орлан» и эскадренными миноносцами (эсминцами) типа «Современный» проекта 956 «Сарыч». Ракетные крейсера проекта 1164 «Атлант» с мощным ракетным вооружением класса «поверхность-поверхность» стали важной частью ВМФ России после раздела флота СССР; крейсер «Варяг» является флагманом Тихоокеанского флота.

## Назначение
Основными задачами корабля, сформулированными в техническом проекте 1972 года, являлись:
1. придание боевой устойчивости силам флота в отдалённых районах морей и океанов;
2. уничтожение надводных кораблей противника, в том числе авианосцев[2].

Позднее к задачам крейсеров проекта 1164 были добавлены: нанесение ударов по крупным надводным кораблям и ударным группировкам противника, решение задач коллективной ПВО соединений и конвоев в удалённых районах морей и океанов, борьба с ПЛ, поддержка десантов и обстрел побережья, занятого противником.

## История разработки проекта
Официальной датой начала разработки проекта является 20 апреля 1972 года, когда было принято решение Комиссии при Совете Министров СССР по военно-промышленным вопросам № 87. Тактико-техническое задание на эскизный проект 1164 «Атлант» было выдано Северному ПКБ в октябре 1972 года. Главным конструктором был назначен директор Северного ПКБ А. К. Перьков (с 1979 года — Мутихин, Валентин Иванович), главным наблюдающим от ВМФ — капитан 2 ранга А. Н. Блинов. При полном водоизмещении 10 000 тонн предполагалось вооружить крейсеры этого проекта 12-ю ПУ КР «Базальт», 8х8 ЗРК С-300Ф, 2 ЗРК «Оса», 2х1 100-мм АУ АК-100, 2х5 ТА, ЗАК самообороны АК-630. В декабре 1972 года эскизный проект был рассмотрен. Технический проект был утверждён 21 августа 1974 года.

## История строительства
Закладка головного корабля — крейсера «Слава» (заводской № 2008) — состоялась 4 октября 1976 года.
Впервые появившиеся в 1983 году крейсера класса «Атлант» должны были контролировать жизненно важные для безопасности СССР зоны мирового океана, такие как, к примеру, Северная Атлантика, и в случае получения соответствующего приказа были обязаны в первую очередь нанести ракетные удары по ударным авианосным группировкам ВМС США и НАТО. Основное вооружение крейсеров этого класса — 16 крылатых ракет П-500 «Базальт», в том числе и с ядерными боеголовками (при модернизации на всех российских крейсерах пр. 1164 заменены на ракеты П-1000 «Вулкан»).
Эти корабли являются одними из самых мощных кораблей в своём классе именно благодаря этим ракетам, имеющим мощную БЧ и дальность стрельбы до 1000 км. Они могут уничтожить даже такую крупную и защищённую цель, как авианосец.
Всего предполагалось построить 10 крейсеров проекта 1164, затем программу сократили до 6 единиц. Однако заложено было всего 4 крейсера этого типа, а введено в строй — 3.
Строительство пятого и шестого крейсеров проекта 1164 — ракетных крейсеров «Россия» (затем — «Октябрьская революция») и «Адмирал Флота Советского Союза Горшков» было прекращено в октябре 1990 года.

## Представители проекта
Всего планировалось шесть крейсеров проекта, из которых полностью достроено было три:
| Наименование                             | Изображение | Верфь                                     | Зав. № | Заложен    | Спущен     | В строю    | Флот | Состояние                                                                                           | Прим.                                                                                         |
| ---------------------------------------- | ----------- | ----------------------------------------- | ------ | ---------- | ---------- | ---------- | ---- | --------------------------------------------------------------------------------------------------- | --------------------------------------------------------------------------------------------- |
| «Москва»                                 |             | Судостроительный завод имени 61 коммунара | 2008   | 05.11.1976 | 27.07.1979 | 13.12.1982 | ЧФ   | Бывший флагман Чёрноморского флота. Затонул после пожара 14.04.2022                                 | С 05.11.1976 по 15.05.1995 года — «Слава»                                                     |
| «Маршал Устинов»                         |             | Судостроительный завод имени 61 коммунара | 2009   | 05.10.1978 | 25.02.1982 | 15.09.1986 | СФ   | В строю. Северный флот                                                                              | С 5.10.1978 по 5.11.1986 — «Адмирал флота Лобов»                                              |
| «Варяг»                                  |             | Судостроительный завод имени 61 коммунара | 2010   | 31.07.1979 | 28.08.1983 | 25.12.1989 | ТОФ  | В строю. Флагман Тихоокеанского флота                                                               | с 16.10.1989 по 21.12.1995 года — «Червона Украина»                                           |
| «Украина»                                |             | Судостроительный завод имени 61 коммунара | 2011   | 29.08.1984 | 11.08.1990 | 01.10.1993 |      | В 1993 году вошёл в состав ВМС Украины будучи готовым на 95 %. По состоянию на 2020 год не в строю. | С 29.08.1984 по 23.03.1985 — «Комсомолец», с 23.03.1985 по 20.03.1993 — «Адмирал флота Лобов» |
| «Октябрьская революция»                  |             | Судостроительный завод имени 61 коммунара |        |            |            |            |      | Не достроен                                                                                         | Ранее наз. Россия Строительство отменено 04.10.1990                                           |
| «Адмирал Флота Советского Союза Горшков» |             | Судостроительный завод имени 61 коммунара |        |            |            |            |      | Не закладывался                                                                                     | Строительство отменено 04.10.1990                                                             |

Цвета таблицы:

Белый — не достроен/не построен или утилизирован не спущенным на воду

 Зелёный  — действующий в составе ВМФ России

 Синий — находится в ремонте или на модернизации

 Серый — выведен за штат, находится на консервации, хранении или отстое

 Красный  — списан, утилизирован или потерян

## Конструкция

### Конструкция корпуса и надстройки
По конструкции корабль длиннополубачный, с развитой трёхостровной надстройкой, башнеподобными пирамидальными фок- и грот-мачтами. Для лучшей мореходности и остойчивости шпангоуты имеют сильный развал, а форштевень сильно наклонён. В первом отсеке по носовую таранную переборку располагаются вспомогательные помещения и кладовые. Во втором отсеке ниже ватерлинии находится выгородка ГАС «Платина», выше неё — цепной ящик, кладовые и шпилевое отделение. Третий отсек занимает подбашенное отделение и погреба АК-130, вентиляторные помещения и боевые посты корабля. Четвёртый отсек отведён под кубрики и каюты личного состава, с агрегатными помещениями в трюме. В пятом отсеке, помимо жилых помещений, расположен погреб боезапаса для РБУ-6000 «Смерч-2». В шестом отсеке размещены боевой информационный центр, БИУС, которые соединены с боевой рубкой командирским лифтом. В шестом отсеке расположены вспомогательные механизмы. Также в шестом отсеке находятся приводы носовой пары успокоителей качки. В седьмом отсеке располагается носовое машинное отделение (НМО) с маршевыми турбинами М-21, редукторами, теплоутилизационным контуром и паровыми вспомогательными турбинами на общей раме. Восьмой отсек — вспомогательные механизмы и вторая пара успокоителей качки. Затем кормовое машинное отделение (КМО) с форсажными турбинами М-8КФ. Десятый отсек — вспомогательные механизмы, в двенадцатом — подпалубные погреба ЗРК «Форт» с пусковыми установками вертикального пуска револьверного типа, а также погреба и приводы системы постановки помех ПК-2, грузовой лифт. В тринадцатом и четырнадцатом отсеках размещаются кубрики экипажа, имеются вспомогательные и служебные помещения, торпедные аппараты, а в районе 300—310 шпангоутов находятся погреба и пусковые установки зенитных ракет «Оса-М». Кормовой отсек, в основном, служит для размещения буксируемого антенного устройства и систем для его опускания и подъёма, также в корме выгорожен ахтерпик. На всем протяжении корабля под топливными цистернами имеется двойное дно во избежание разлива ГСМ при аварийных ситуациях. Основные погреба боезапаса разнесены по кораблю, разделены непроницаемыми переборками и снабжены системами орошения и пожаротушения. Все эти меры конструктивно обеспечивают живучесть и непотопляемость крейсера при затоплении любых трёх смежных отсеков, кроме машинных отделений.
В конструкции лёгких выгородок внутри корпуса используются наряду со сталью алюминиевые сплавы типа АМГ. Надпалубные надстройки в районах воздействия пламени от пуска ракет стальные, верхние конструкции изготовлены из алюминиевых сплавов. На нижних ярусах находится флагманский командный пункт, каюты старших офицеров, кают-компания. Блоки надстройки имеют технологические разрезы для исключения повреждений надстройки из-за напряжений изгиба. Дымоходы с системами воздухозабора размещены поперёк корабля. За дымовыми трубами установлен кран грузоподъёмностью 8,5 тонн, который в походном положении опускается между дымоходами и закрепляется.
В кормовой части главной палубы в виде отдельного острова размещён вертолётный ангар, который венчает антенна 3Р41 «Волна», служащая для сопровождения и подсветки цели корабельного зенитного ракетного комплекса «Форт», далее в корме вертолётная площадка с системами обеспечения взлёта и посадки. Имеются, помимо набора спасательных средств, разъездной командирский катер проекта 1404 и рабочий катер проекта 1402.

## Вооружение
- Противокорабельное — 16 пусковых установок комплекса «Вулкан» (боекомплект 16 ракет ПКР П-1000) ракета массой до 6 тонн и скоростью полёта 3077 км/ч оснащена мощной (500 кг) обычной фугасно-кумулятивной или ядерной (350 кт) боевой частью и способна поражать назначенные цели на дальности до 1000 км. Полёт ПКР к цели осуществляется по сложной траектории. Она оснащена системой телеуправления и бортовой станцией радиоэлектронного противодействия средствам ПВО атакуемого корабля. Длина ракеты 11,7 м, размах крыла 2,6 м, диаметр ракеты 0,88 м.
- Противолодочное — два пятитрубных торпедных аппарата (боекомплект 10 торпед для борьбы с подводными лодками противника) калибра 533 мм, длина торпеды 7 м, масса 2 т, заряд взрывчатого вещества 400 кг дальность до 22 км, скорость до 55 узлов (100 км/ч). Торпедные аппараты совместимы с противолодочным комплексом «Водопад-НК» и универсальным ракетным комплексом «Калибр-НК».
- Две реактивные бомбовые установки РБУ-6000 (боекомплект из 96 реактивных глубинных бомб, вес бомбы 110 кг, вес боевой части 25 кг, длина 1,8 м, калибр 212 мм) реактивные глубинные бомбы предназначены, в основном, для защиты корабля от торпед и подводных лодок, путём ведения одиночной или залповой стрельбы, дальность стрельбы 6 км, глубина погружения 500 м.
- Вертолёт Ка-25РЦ корабельного базирования с ангаром и вертолётной площадкой.
- Двухорудийная корабельная артиллерийская установка — 130 мм АК-130 (боекомплект 600 снарядов) предназначена для ведения огня по морским, воздушным и береговым целям на дальность до 24 км, при скорострельности 90 выстр/мин. Масса установки достигает 98 т, масса выстрела — 86,2 кг, снаряда 33,4 кг, начальная скорость снаряда 850 м/с. В боекомплект АК-130 входят унитарные патроны с осколочно-фугасным снарядом, оснащаемые тремя типами взрывателей.
- Шесть ЗАК — АК-630 (боекомплект 16000 патронов по 2000 патронов в ленте) предназначены для поражения воздушных целей, ПКР, малоразмерных судов, всплывающих мин и легко бронированных наземных целей. Начальная скорость снаряда диаметром 30 мм, массой 0,39 кг достигает 900 м/с, скорострельность 6000 выстр./мин дальность до 8 км.
- Две установки ЗРК «Оса-МА» (боекомплект 40 ракет) малой дальности предназначены для самообороны корабля от ударов самолётов, вертолётов и ПКР, а также ведения стрельбы по надводным целям. Боевые возможности ЗРК позволяют уничтожать воздушные цели со скоростью до 600 м/с на дальности до 15 км и высоте до 5 км, длина ракеты 3 м, масса 128 кг.
- Один ЗРК С-300Ф «Форт» (боекомплект 64 ракеты в 8 пусковых установках револьверного типа под палубой, длина — 7,9 м, диаметр — 0,34 м, вес — 1600 кг) предназначен для защиты ордера кораблей от атак самолётов, крылатых ракет и других средств воздушного нападения противника, скорость до 2000 м/с, дальность до 75 км и до 25 км по высоте[6].

## История эксплуатации
- В декабре 1989 года ракетный крейсер «Слава» (ныне «Москва») обеспечивал встречу Президента СССР М. С. Горбачёва с президентом США Дж. Бушем-старшим на Мальте. В 1990 году вернулся на Николаевский завод для модернизации, где простоял 8,5 лет.
- Ракетный крейсер «Москва» c 9 по 12 августа 2008 года участвовал в войне с Грузией в водах Абхазии.
- Крейсеры проекта 1164 принимали участие в совместных учениях с ВМС Индии, Италии, Японии, США, обеспечивали прикрытие авиационной группировки ВКС России в Сирии[7].
- В 2011—2018 все 3 корабля проекта прошли ремонт и модернизацию[7].
- Ракетный крейсер «Москва» в апреле 2022 года затонул в разгар вторжения на Украину.

## Общая оценка проекта
В целом, РКР проекта 1164 стали альтернативой чрезмерно дорогим крейсерам проекта 1144 «Орлан». Имея ограниченное водоизмещение, крейсера проекта 1164 располагали практически эквивалентным наступательным вооружением и сопоставимым оборонительным. По современным классификациям эти РКР соответствуют ракетным крейсерам/«большим эсминцам», таким как ракетные крейсера типа «Тикондерога», эсминцы типа «Атаго» и типа «Король Седжон», имеющим сходное водоизмещение в районе 9000-11000 тонн.
Однако приоритет в создании крейсеров проекта 1164 был отдан наступательным, а не оборонительным характеристикам. Корабли имеют уменьшенный запас ракет С-300Ф — 64, в сравнении с 96 на крейсере проекта 1144; слабым местом является ПВО самообороны, состоящая из всего двух устаревших ЗРК «Оса-М» (для сравнения — крейсеры проекта 1144 имеют 16 ПУ «Кинжал»).
Кроме того, ввиду наличия только одной РЛС наведения ракет 3Р41 «Волна», зенитный комплекс «Форт» может быть задействован для отражения атаки только с одного направления одновременно, и в случае выхода единственной РЛС 3Р41 «Волна» из строя, дальняя ПВО корабля окажется полностью парализованной. Для сравнения — крейсеры проекта 1144 имеют две РЛС 3Р41, что позволяет им отражать атаки одновременно с нескольких направлений и не рисковать потерей обороноспособности при выходе РЛС из строя.
В целом, корабль в полной мере соответствует «поздней» доктрине Советского флота — использование для ударных функций надводных ракетоносцев, прикрытых палубной авиацией.